# 西道尔
西道尔（Siddhaur），是印度北方邦Barabanki县的一个城镇。总人口10745（2001年）。

## 人口
该地2001年总人口10745人，其中男性5656人，女性5089人；0—6岁人口1970人，其中男1028人，女942人；识字率37.85%，其中男性为45.93%，女性为28.87%。